# Taeniodera angustata
Taeniodera angustata är en skalbaggsart som beskrevs av Gilbert John Arrow 1946. Taeniodera angustata ingår i släktet Taeniodera och familjen Cetoniidae. Inga underarter finns listade i Catalogue of Life.